# NGC 1465
NGC 1465 is een spiraalvormig sterrenstelsel in het sterrenbeeld Perseus. Het hemelobject werd op 25 september 1886 ontdekt door de Amerikaanse astronoom Lewis A. Swift.

## Wil Tirion's Uranometria 2000.0
In Wil Tirion's sterrenatlas Uranometria 2000.0 (de eerste uitgave van 1987) is NGC 1465 het enige sterrenstelsel dat opgenomen is in kaart 95. Dat komt deels omdat dit gebied van de sterrenhemel zich betrekkelijk dicht tegen de galactische equator bevindt, en er bijgevolg veel voorgrondsterren en donkere stofwolken tussen het zonnestelsel en de intergalactische ruimte bevinden. NGC 1465 bevindt zich, vanaf de aarde gezien, een halve graad ten noorden van de opvallende dubbelster zeta Persei (Menkib).

## Synoniemen
- PGC 14039
- UGC 2891
- MCG 5-10-3
- ZWG 508.4